# Hum (Serbia)
Hum (cyr. Хум) – wieś w Serbii, w okręgu niszawskim, w mieście Nisz. W 2011 roku liczyła 1370 mieszkańców.